# Адвокатура
Адвокату́ра (лат. advocatus, что значит призванный) — социально-правовой институт,  занимающийся защитой прав, свобод и интересов доверителя в суде, правоохранительных органах, органах следствия, дознания и иных органах любыми законными способами.
Подобно судейской, адвокат есть публичная должность, задача которой заключается в том, чтобы оберегать права частного лица. Но в то время, когда судья оберегает эти права в силу своей государственной власти, адвокат может помочь только тем, что он предоставляет своё знание законов в распоряжение клиента и старается дать тяжбе благоприятное для последнего направление. Отсюда понятно, что везде, где знание права перестает быть общим достоянием и для этого образуется особое сословие юристов, там и адвокатура должна сомкнуться в тесный кружок юридически образованных защитников.

## Древний Рим
В Древнем Риме, где в эпоху Республики достаточно было личного влияния какого-нибудь хорошо знакомого с законами патрона или оратора, чтобы выставить перед судом притязания партии в надлежащем свете, в эпоху Империи, при большем развитии законодательства, образовалась уже замкнутая коллегия защитников (corpus togatorum), для вступления в которую нужно было быть внесённым в матрикулы и, кроме того, при некотором благородстве происхождения, требовалось ещё предварительное выдержание экзамена по праву. Такое устройство адвокатуры в эпоху империи легло потом в основание всех её позднейших видоизменений.
В средние века отступления от этого устройства главным образом делались в двух направлениях: с одной стороны, возник надзор над адвокатами и недоверчивое контролирование их деятельности со стороны судов, хотя такой контроль, строго запрещённый в императорское время, совершенно несовместим с самим понятием об адвокатском звании как совершенно независимом от судьи; с другой стороны, тогда сложилось представление, что адвокат — только низший судебный чиновник, содействующий интересам правосудия по назначению от государства.

## Россия
Адвокатура — это институциализированное профессиональное сообщество адвокатов, независящее от государства. Также юридический институт в Российской Империи и СССР, известен с XV века как институт поверенных. Каждый при наличии высшего юридического образования, двухлетнего стажа и сданного квалификационного экзамена может стать адвокатом. Исключение составляют недееспособные, ограничено-недееспособные лица и лица с непогашенной судимостью или неснятой судимостью за умышленное преступление. Законом, регулирующим адвокатуру предусмотрено четыре формы деятельности адвокатов: адвокатские кабинеты, адвокатские бюро, юридическая консультация и коллегии адвокатов. Адвокатский кабинет подразумевает индивидуальную работу адвоката и может быть открыт при условии трёхлетней практики (открывается только в форме ИП). Адвокатские бюро и коллегии адвокатов предполагают наличие не менее двух адвокатов с своём составе и могут быть зарегистрированы в форме юридического лица. Юридическая консультация является некоммерческой организацией (например, может предоставлять адвоката по назначению) и учреждается адвокатской палатой субъекта РФ.
Адвокатская палата субъекта РФ является негосударственным, некоммерческим объединением адвокатов в пределах субъекта. В обязанности Адвокатской палаты субъекта входит организация квалификационного экзамена и наделение лица статусом адвоката. Для этого на базе Адвокатской палаты собирается квалификационная комиссия, состоящая из 7 членов адвокатской палаты, двух представителей органов юстиции, двух от законодательного органа и по одному от высшего судебного органа и арбитражного суда субъекта. Совет адвокатской палаты субъекта РФ является коллегиальным исполнительным органом адвокатской палаты. Совет избирается собранием адвокатов тайным голосованием в количестве не более 15 человек из состава членов адвокатской палаты и подлежит обновлению (ротации) один раз в два года на одну треть. Совет распоряжается имуществом и финансовым балансом палаты, занимается организацией бесплатной помощи гражданам и определяет величину оплаты для адвокатов по назначению, а также рассматривает жалобы на действия адвоката.

Федеральная палата адвокатов представляет адвокатуру в органах федеральной власти, защищая интересы адвокатов. Для адвокатской палаты субъекта членство в Федеральной палате адвокатов является обязательным. Не реже одного раза в два года, проходит Всероссийский съезд адвокатов. Съезд считается состоявшимся при условии участия неё менее двух третей адвокатских палат субъектов. На съезде проводятся выборы в совет адвокатской палаты федерального уровня. На съезде также принимается кодекс профессиональной этики.

## Германия
Эти отступления в связи с усиливающимся канцелярским характером судопроизводства в Германии мало-помалу совершенно исказили значение адвокатуры. Постепенно все более и более утрачивалось представление, что адвокатура хотя и общественное звание, но в то же время есть свободная профессия, свободное искусство — её стали рассматривать как государственную должность, подобно другим подлежащую надзору высших властей. В значительной степени это недоверчивое отношение объясняется и самой испорченностью адвокатского сословия, которое к концу XVIII века под влиянием канцелярщины в судах не только впало в совершенное крючкотворство, но часто возмутительнейшим образом высасывало соки из своих клиентов. Это обстоятельство побудило Фридриха Великого отменить в 1780 году в Пруссии институт адвокатов как свободных защитников сторон и назначить вместо них так называемых ассистенцратов, которые обязаны были помогать сторонам своими юридическими советами, но как государственные чиновники. Однако такое неестественное устройство не могло, конечно, долго продержаться. Уже общий судебный устав для Пруссии в 1793 году должен был снова признать добровольно избираемых сторонами так называемых юстиц-комиссаров, которые, однако, в сущности, были ничем иным, как подведомственными судьям правительственными чиновниками, назначение которых при известном суде и с обозначением определённого местожительства находилось исключительно в руках министра юстиции и которые были подчинены при исполнении своих обязанностей довольно строгому контролю даже низших судебных инстанций. Подобным же образом сложилось устройство адвокатуры и в немецкой Австрии и в Баварии, где адвокаты также были лишь правительственными чиновниками.

### XIX век
Однако это искусственное средство поднятия значения адвокатского сословия оказалось недействительным. Начиная с середины XIX века, именно с уничтожения письменного порядка судопроизводства, реформа адвокатуры в Германии стала одним из самых жгучих вопросов, разрешение которого, наконец, дано было вступившим 1 октября 1879 года в силу «Уставом адвокатуры» в смысле освобождения последней от правительственного контроля. Главнейшие пункты этого устава следующие: в адвокаты может быть допущен лишь тот, кто имеет право и на занятие судейской должности, причём получивший это право в одном союзном государстве сохраняет его и в других союзных государствах. Вопрос о допущении в адвокаты решается местным судом в распорядительном заседании, которое, однако, предварительно справляется с мнением главы адвокатской камеры. Отказ к допущению может быть мотивирован лишь причинами, указанными в законе: неспособность к занятию общественных должностей, несовместные со званием и достоинством адвокатского занятия, недостойный образ жизни, физическая или умственная слабость и т. п.
Адвокат должен иметь своё местопребывание при том суде, к которому он приписан. Допущенный к практике при суде адвокат может вести защиту во всех судах в пределах государства во всех тех случаях, когда защита не обязательна. В противном же случае защиту может принять на себя только специально уполномоченный адвокат. Допущенные к практике в пределах судебного округа образуют «адвокатскую камеру», находящуюся при оберландсгерихте. Допущение к адвокатуре и её запрещение при имперском суде зависит от президента имперского суда. Практика при последнем несовместна с практикой ни при каком другом суде.
В тех странах Германии, где адвокатура являлась ещё государственной должностью, она часто соединялась с нотариатом. Такое соединение разнородных функций подвергалось неоднократным нападкам со стороны общественности.
Зато, с другой стороны, нельзя оправдать деление адвокатских обязанностей на простое представительство сторон (прокуратура) и на защиту перед судом (адвокатура в узком смысле). Именно такое деление практиковалось во Франции и Англии в конце XIX века, хотя и там подвергалось критике.

## Франция

### XIX век
Во Франции avoué строго отличалось от avocat. Первый следил за всем ходом процесса и является представителем стороны перед судом; он имеет характер чиновника и как бы получает свою должность от правительства, хотя и имеет право продать её, но так, что как будто бы сам представляет правительству своего преемника; avocat же называется тот, который во время словесного обсуждения дела защищает перед судом своего клиента; право на эту защиту основано на допущении дисциплинарной камеры, даваемом по достижении лицензиата, юридической учёной степени и выдержании трёхлетнего искуса. Адвокаты заносятся в матрикулы и образуют barreau данного суда. Особенное положение занимают во Франции avocats à la cour de cassation, которые могут защищать лишь при Парижском кассационном суде, соединяют в своём лице функции avoué и avocat и образуют замкнутую коллегию с ограниченным числом членов (60).

## Англия
В Англии французским avoués соответствуют attorneys, отличающиеся от собственно адвокатов-защитников, barristers (at law). Как во Франции, так и в Англии наибольшей интеллигентностью отличается именно это последнее сословие, хотя условие для допущения к практике «барристеров» здесь ещё легче, чем во Франции. В обеих странах высокое социальное значение, которым пользуются адвокаты (avocats и barristers), основано на корпоративной, способствующей развитию особенного сословного чувства чести организации адвокатских союзов («судебных иннов») и на свободе конкуренции, которая, подавляя влияние людей незначительных, открывает более способным людям широкую арену деятельности.

## Турция
В 1874 году Блистательной Портой издан «Регламент, касающийся иностранцев, желающих заниматься адвокатурой при общих гражданских, принадлежащих к Ahkiam adlie судах». 
Таким образом, сначала адвокатура в Османской империи была создана для помощи иностранцам».
13 января 1876 года считается днём рождения национальной адвокатуры Турции, связан с принятием отдельного регламента об адвокатуре, адвокат вводился и для граждан империи.

### Об английской адвокатуре
- Рюттиманн, «Engl. Civilprozess» (Лейпциг, 1851);
- Гнейст, «Das engl. Verwaltungsrecht» (2 изд., 2 т., Берлин, 1867);
- Гопф К. «Genossenschaften der Anwälte in England»

### О немецкой адвокатуре
- Бешорнер, «Reform des Advocatenstandes» (Лейпц., 1840);
- Леонгардт, «Zur Reform des Civilprozesses in Deutschland» (Ганнов., 1865);
- Гнейст, «Freie Advocatur» (Берл., 1867),
- Жак, «Die freie Advocatur und ihre legislative Organisation» (Вена, 1868), содержит в приложении обзор тогдашнего состояния адвокатуры в отдельных германских государствах.
- Мейер, «Die Rechtsanwaltsordnung vom 1 Iuli 1878 erläutert» (Берл., 1879);
- Мейер, «Die Gehührenordnung für Rechtsanwälte vom 7 Iuli 1879 erläutert» (Берл., 1879);
- Зигель, «Die gesammten Materialien zu der Rechtsanwaltsordnung» (Лейпц., 1883).

### О российской адвокатуре
- Становление сильной адвокатуры в Российской Федерации, Отчёт миссии МКЮ 2015.

### О турецкой адвокатуре
1. Васьковский Е.В. Организация адвокатуры. Часть 1. Очерк всеобщей истории адвокатуры. - СПб., 1893. - С. 65.
2. Владимир Паппафава, Суд и адвокатура в Турции / D-r Wladimir Pappafava; Пер. О.Б. Фукса Харьков : Рус. типо-лит., 1909. с. 69
3. Решетников Ф. М. Правовые системы стран мира: Энциклопедический справочник. Издание: 3-е. – М: Норма, 2001. -с.780-790
4. Ylmaz i. Secular law and the emergence of unofficial turkish islamic law// Middle east J. - Wash., 2002. - Vol.56, N 1. - P.113-131
5. Sazak, Derya. 'Özel Harp', TSK'nın otoritesini de sarstı (Turkish), Milliyet (9 января 2006).
6. Магута, П. Адвокатура четырех морей / П. Магута //  Новая адвокатская газета. – 2007. – 13 дек. - С. 16.
7. Волошин, В. Визит в Турецкую республику. Диалог судебных систем / В. Волошин // Судебный вестник Московской области. №4 – 2009. – Октябрь-декабрь. - С. 5.
8. Юнусов А. С., Казнаев А. О., Адвокатура Турции//Евразийская адвокатура №2 - 2016-Март-Апрель. С.16-22

### О французской адвокатуре
- Дюпен, «Lettres sur la profession d’avocat» (5 изд., 2 т. Пар., 1832);
- Годри, «Histoire du barreau de Paris» (2 т., Пар., 1864);
- Молло, «Règles sur la profession d’avocat» (2 изд., 2 т., Пар., 1866);
- Беррье, «Le ministère public et le barreau» (Пар., 1860);
- Фавр, «Discours du bâtonnat» (4 изд., Пар., 1880).